# Mirochov
Mirochov (německy Mirochau) je vesnice, část městyse Chlum u Třeboně v okrese Jindřichův Hradec v Jihočeském kraji. Nachází se šest kilometru severně od Chlumu u Třeboně. Mirochov je také název katastrálního území o rozloze 9,72 km².

## Historie
První písemná zmínka o vesnici pochází z roku 1489.. Není však přesně známo, kdy vesnice vznikla. Podle jindřichohradeckého archiváře Františka Teplého (1867–1945) zde existovala osada již okolo roku 1190. Vesnice je vklíněna do západního okraje pohraničního hvozdu Dubovice, kudy již od raného středověku vedla zemská stezka z Rakouska do nitra Čech. Není tedy vyloučeno, že první osadníci přišli do těchto míst právě po této stezce z tehdejšího Vitorazska, což byla oblast původního slovanské osídlení na území dnešního Rakouska.

## Přírodní poměry
Ve východní polovině katastrálního území leží přírodní rezervace Losí blato u Mirochova.

## Obyvatelstvo
| Rok            | 1869 | 1880 | 1890 | 1900 | 1910 | 1921 | 1930 | 1950 | 1961 | 1970 | 1980 | 1991 | 2001 | 2011 | 2021 |
| -------------- | ---- | ---- | ---- | ---- | ---- | ---- | ---- | ---- | ---- | ---- | ---- | ---- | ---- | ---- | ---- |
| Počet obyvatel | 287  | 325  | 341  | 337  | 322  | 293  | 303  | 220  | 231  | 213  | 172  | 114  | 110  | 106  | 84   |
| Počet domů     | 32   | 38   | 45   | 47   | 45   | 46   | 57   | 64   | 60   | 59   | 52   | 65   | 68   | 70   | 75   |

## Obecní správa
Při sčítání lidu v letech 1850–1879 Mirochov byl osadou obce Žíteč v okrese Třeboň. V letech 1880–1979 byl samostatnou obcí, se kterým patřil nejprve do okresu Třeboň, ale od roku 1960 v okrese Jindřichův Hradec. Od 1. ledna 1980 je částí městyse Chlum u Třeboně v okrese Jindřichův Hradec.

## Galerie

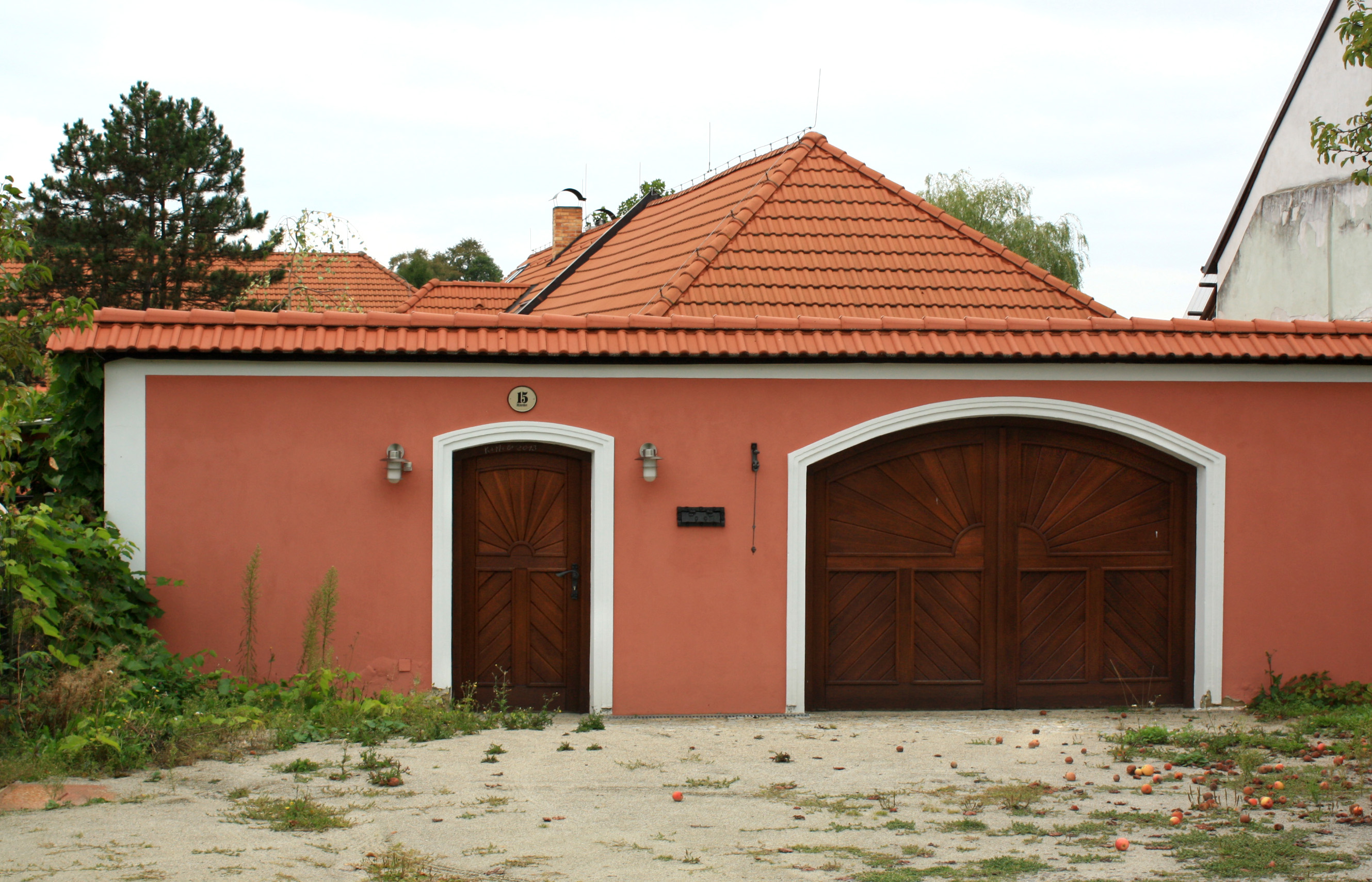
Opravený dům čp. 15
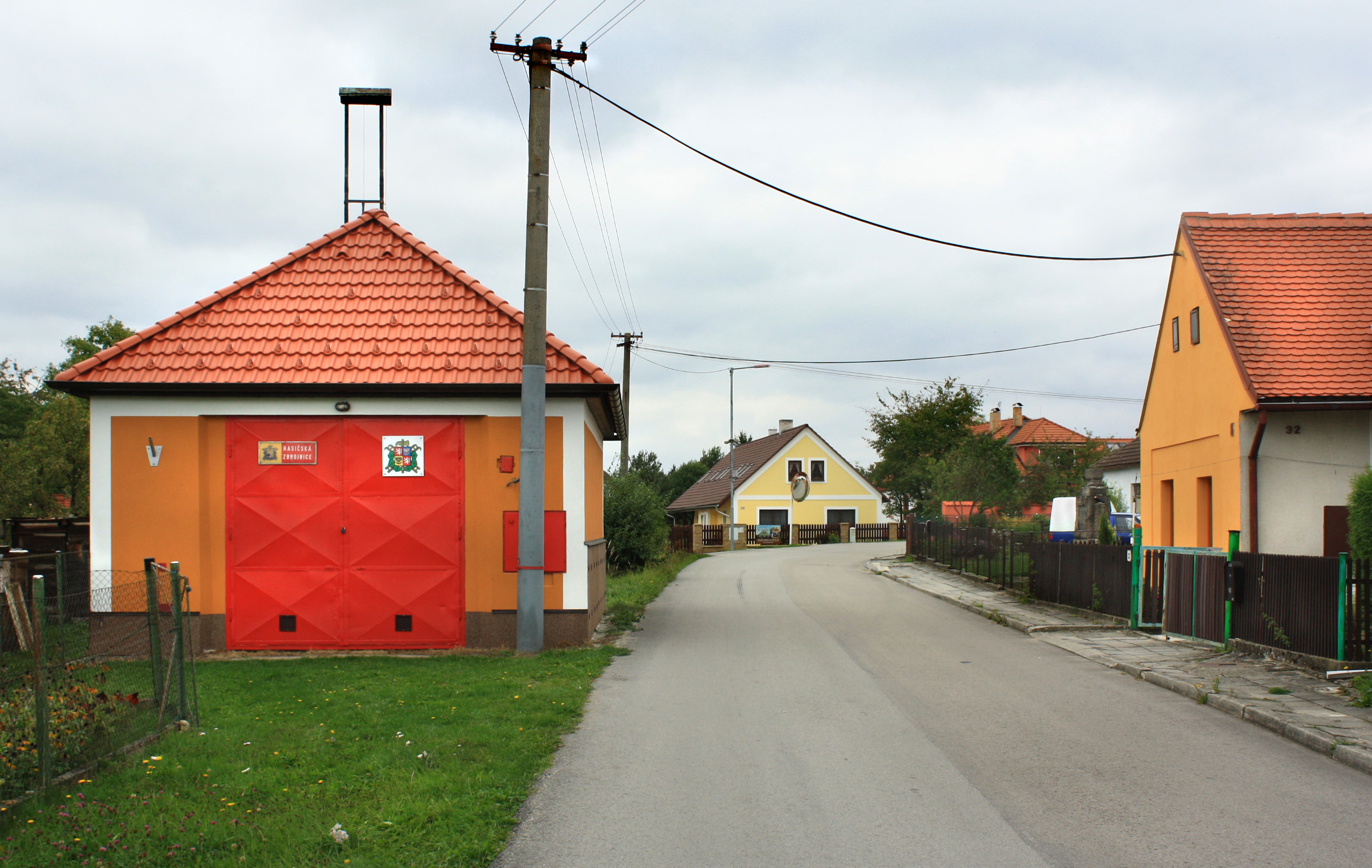
Hasičská zbrojnice
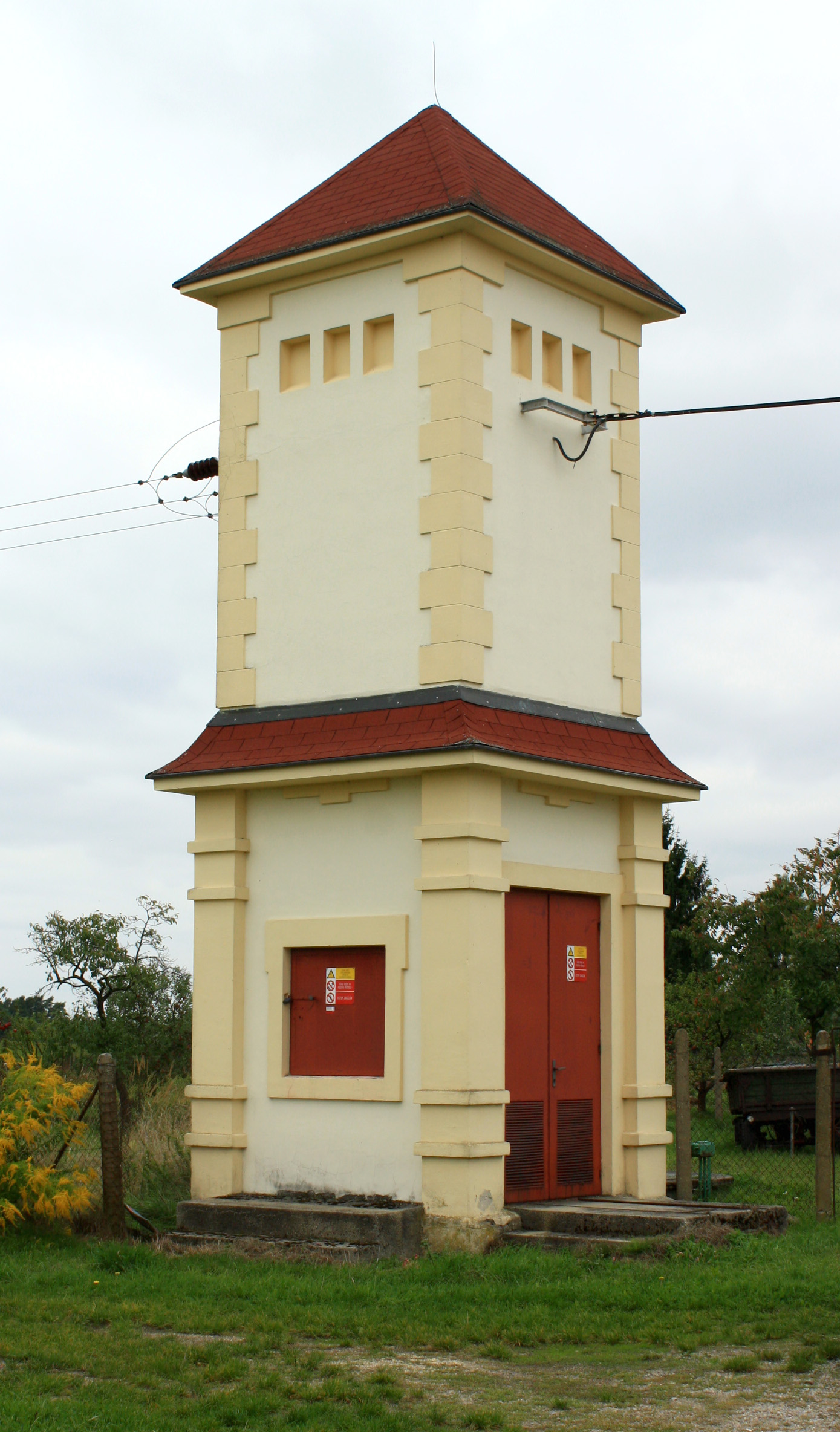
Transformátor ala kaplička